# Franz Tonnelier
Franz Tonnelier (* 12. November 1813 in Rotenburg an der Fulda; † 3. November 1881 in Geseke) war ein deutscher Landschaftsmaler.

## Leben
Tonnelier wurde als Sohn des aus Frankreich stammenden Hofbeamten Johann André Tonnelier geboren, der in den Diensten des hessischen Landgrafen Victor Amadeus von Hessen-Rotenburg stand. 1831 wurde er an der Akademie der Bildenden Künste München aufgenommen. Zwischen 1836 und 1843 ist er als Maler in Kassel nachgewiesen. Ab 1852 lebte Tonnelier in Höxter. Er starb im Provinzial-Landarmen- und Pflegehaus Geseke (heute: Westfälische Klinik für geriatrische Psychiatrie).

## Werk

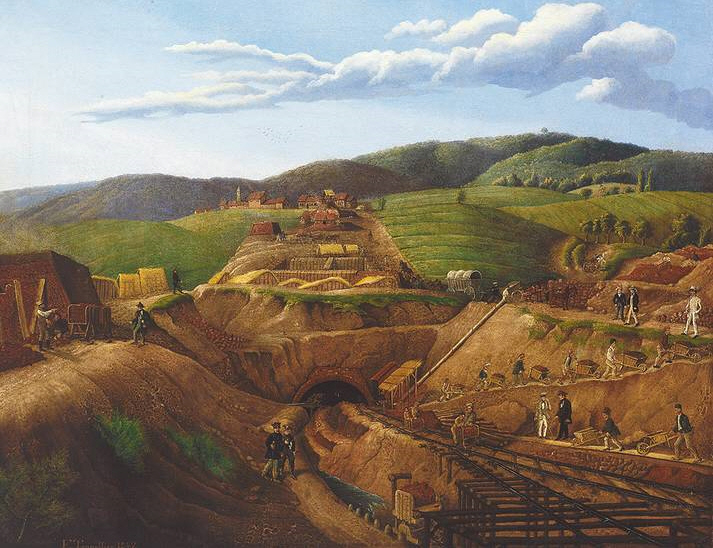
Ölbild "Feldbrandziegelei" von Tonnelier 1847

Aus Tonneliers früher Schaffensperiode stammt ein Ölbild vom Kasseler Friedrichsplatz von 1843 sowie eine in bislang zwei Varianten bekannte Ansicht seines Geburtsorts Rotenburg an der Fulda, die um 1846 entstanden.
Ab Mitte der 1860er Jahre malte Tonnelier Landschaftsbilder und Ortsansichten in der Umgebung von Höxter. Mit der Eisenbahn oder dem Dampfschiff als Motiv sind seine Bilder Zeugnisse der frühen Industrialisierung in Westfalen.